# McGill University Institute of Islamic Studies
Das Institute of Islamic Studies der McGill University in Montreal (Quebec, Kanada) wurde 1952 zusammen mit der Islamic Studies Library (ISL) gegründet und befindet sich seit 1983 auf dem Hauptcampus der McGill University in Morrice Hall.
Die von  Wilfred Cantwell Smith (1916–2000) gegründete Einrichtung ist das erste Institut für Islamic Studies (Islamwissenschaft) in Nordamerika. Es verfügt über eine umfangreiche personelle und finanzielle Ausstattung.

## Zugehörige Bereiche
- Islamic Studies Library
- McGill University Library